# Their Baby (film 1913)
Their Baby è un cortometraggio muto del 1913. Il nome del regista non viene riportato nei credit.

## Trama
Jack e May Geary lasciano il loro bambino di dieci mesi a casa insieme alla tata mentre loro si recano a una cena dai St. Clair. Durante il ricevimento, Jack suscita la gelosia della moglie che se ne va via, annunciando alla signora St. Clair che se ne tornerà a casa dalla madre insieme al figlioletto. Ritornata a casa, Mary non sa che la nurse ha organizzato, durante l'assenza dei padroni, una riunione di tate. Così, la signora non si rende conto che il bambino che prende dalla stanza per portarlo via non è il proprio figlio, ma uno dei tanti altri piccoli portati in casa quella sera dalle amiche della tata. Finisce tutto in tribunale dove anche le incomprensioni tra i Geary verranno chiarite.

## Produzione
Il film fu prodotto dalla Essanay Film Manufacturing Company.

## Distribuzione
Distribuito dalla General Film Company, il film - un cortometraggio di una bobina - uscì nelle sale cinematografiche USA il 29 maggio 1913.